# Séneçon orangé
Senecio fuscatus
Espèce
Le séneçon orangé (Senecio fuscatus) est une espèce de plantes à fleurs de la famille des Asteraceae que l'on trouve au nord et à l'est de l'Alaska.